# GE 44-ton

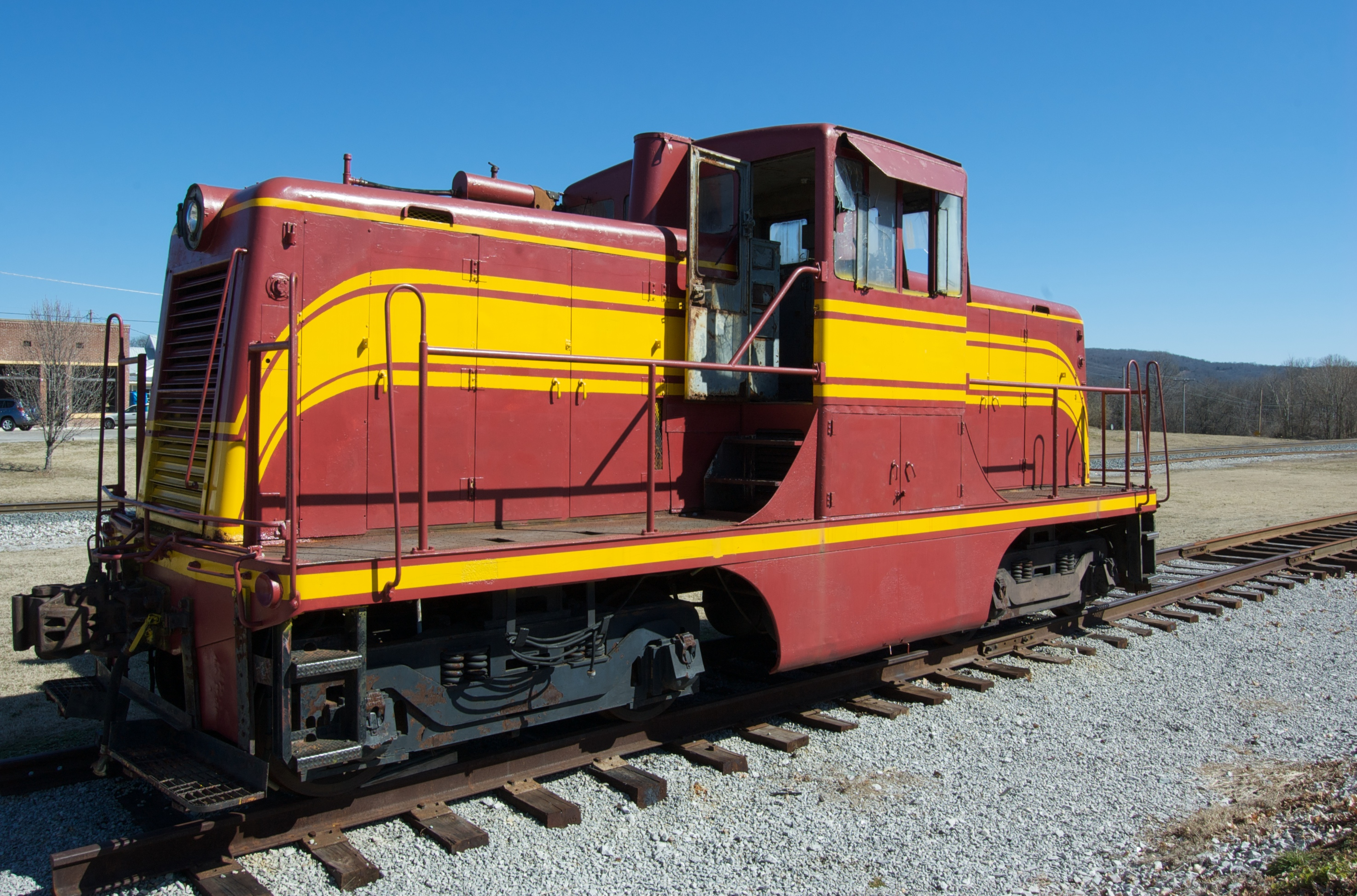
GE 44-ton au Cowan Railroad Museum, Cowan, Tennessee, USA

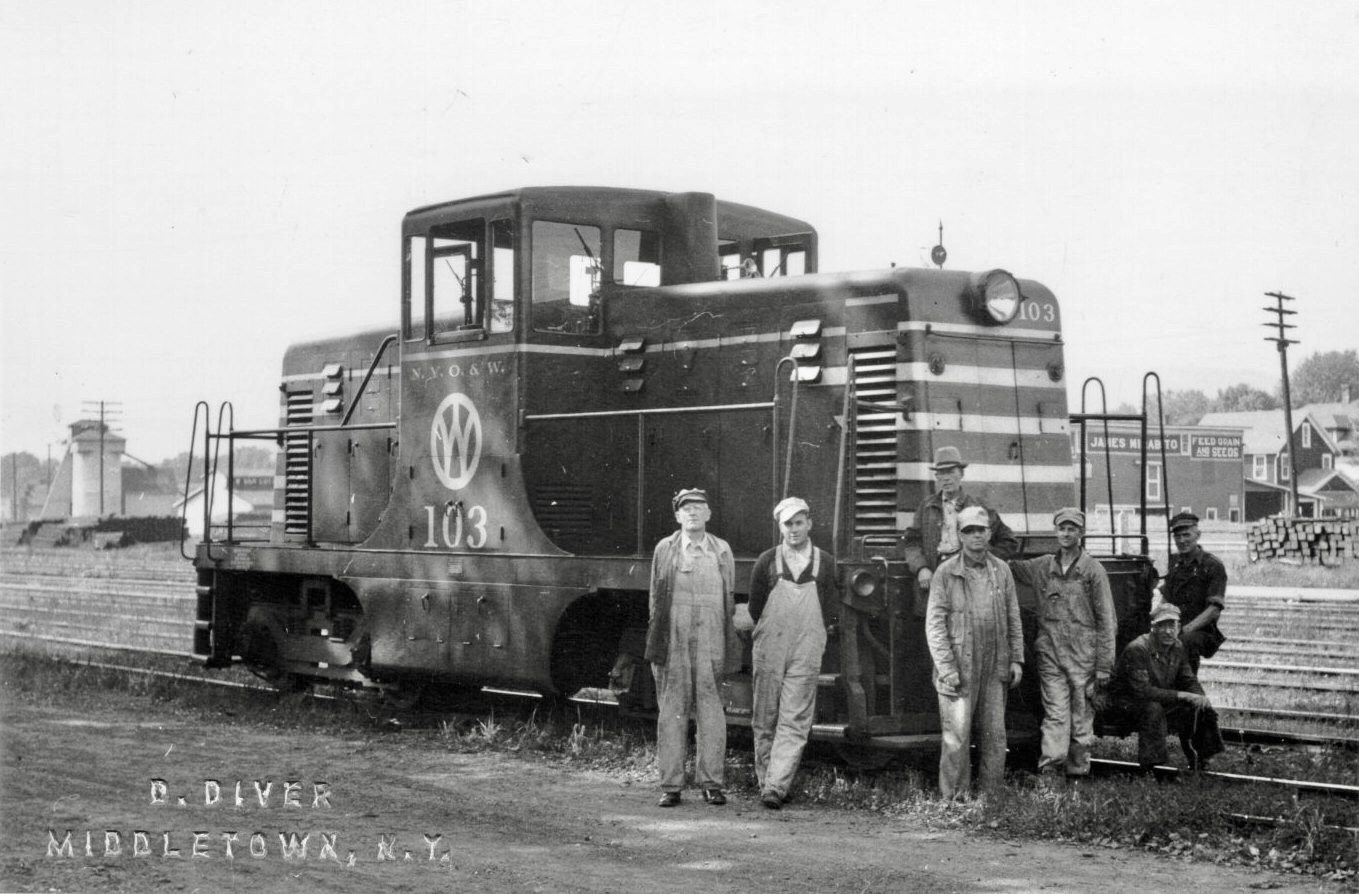
Locomotive et son équipe en 1948.

La GE 44-ton est un locotracteur industriel (industrial shunter ou industrial switcher en anglais) diesel produit par General Electric entre 1940 et 1956. 385 de ces locomotives ont été construites.

## Détails techniques
- Longueur : 10,18 m (33 pi 5 po)
- Hauteur  : 4,08m (13 pi 3 po)
- Puissance : 283,36 kW (380 ch)